# Achariaceae

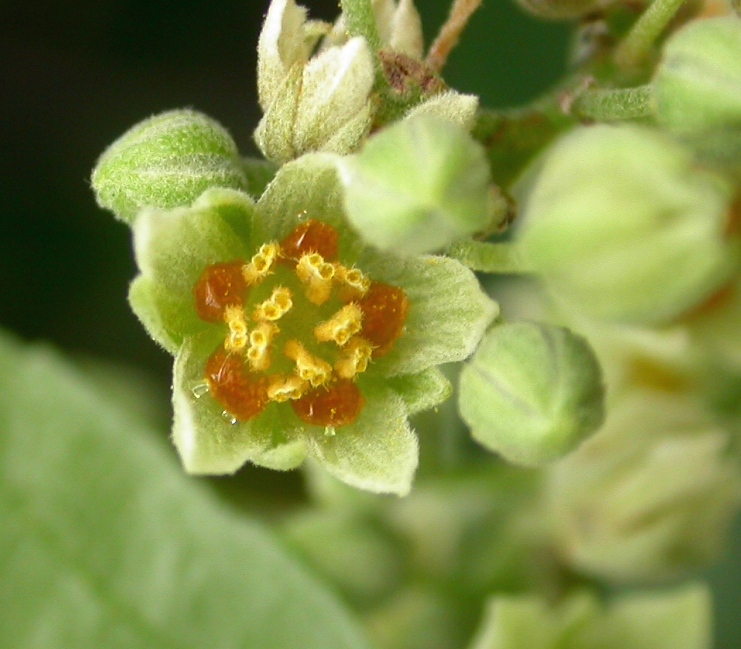
Detail květu Kiggelaria africana

Achariaceae je čeleď vyšších dvouděložných rostlin z řádu malpígiotvaré (Malpighiales). Jsou to dřeviny i byliny, rozšířené v tropech téměř celého světa. V taxonomickém systému APG II z roku 2003 byla do čeledi Achariaceae přesunuta řada rodů ze zrušené čeledi Flacourtiaceae. Některé druhy slouží jako léčiva, potraviny či olejniny.

## Popis
Stálezelené stromy, keře nebo byliny s jednoduchými střídavými listy. Listy jsou zubaté nebo celokrajné, s palisty. Řapík je často na konci ztlustlý (pulvinus). Rostliny obsahují kyanogenní glykosidy. Žilnatina je zpeřená. Květy jsou pravidelné, obvykle oboupohlavné, bez nektáriového terče, v květenstvích různých typů. Kalich je složen ze 2 až 5 lístků, koruna z většího počtu (3 až 15). Tyčinek je různý počet, od 5 po velké množství. Semeník je svrchní nebo polospodní, srostlý ze 2 až 10 plodolistů. Plodem je bobule, tobolka nebo peckovice, plody jsou často velkých rozměrů.

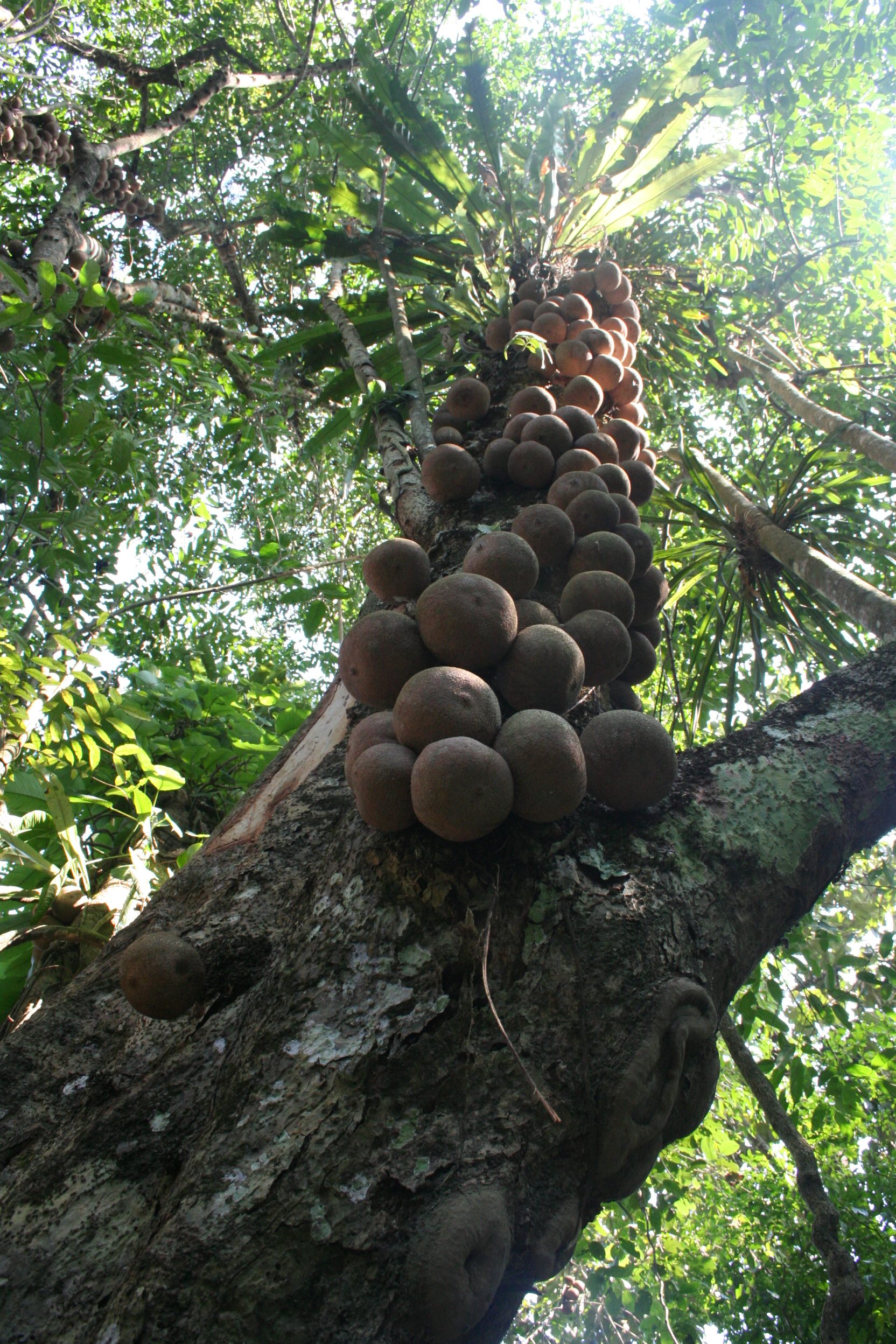
Gynocardia odorata
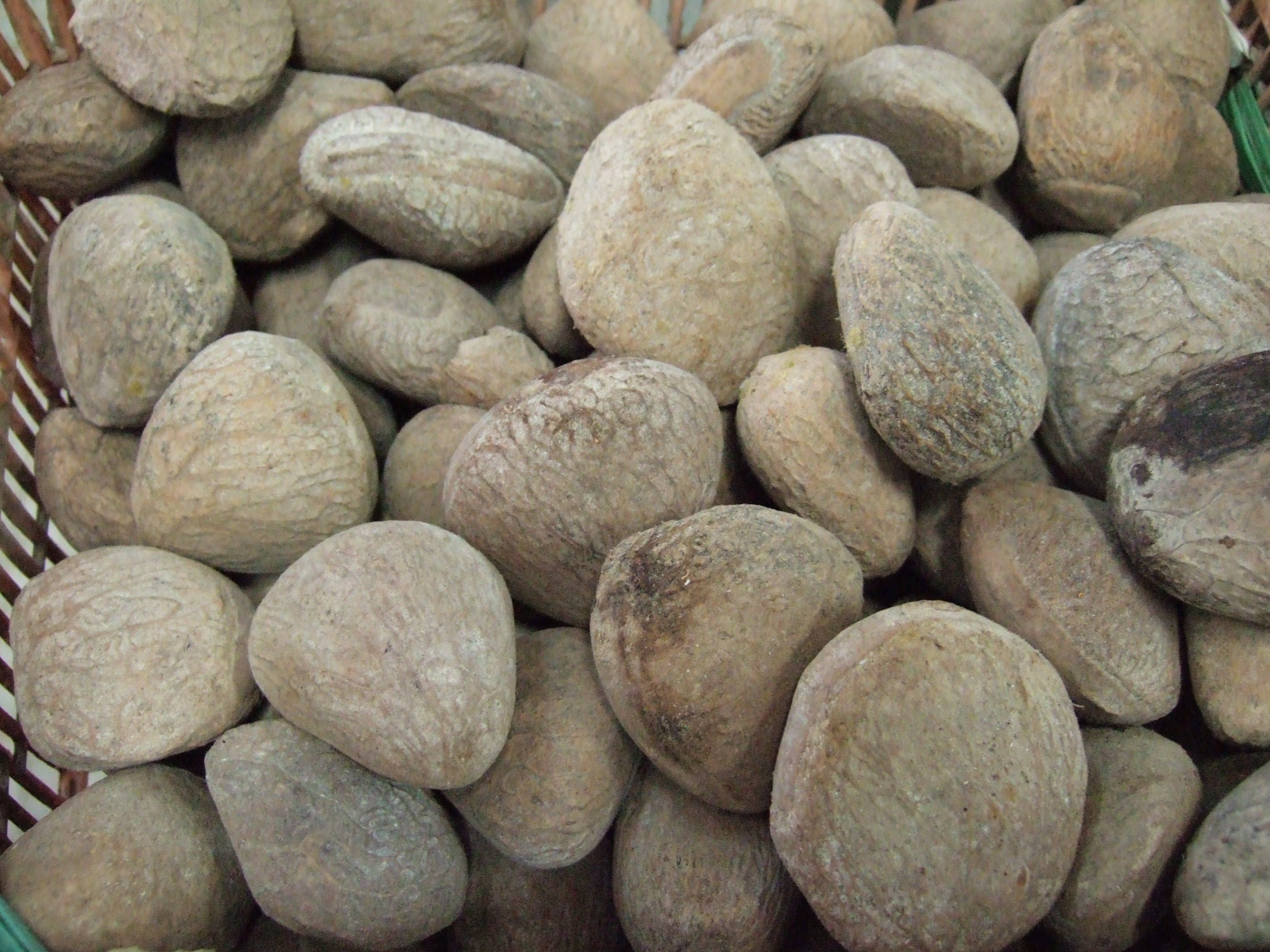
Jádra plodů Pangium edule
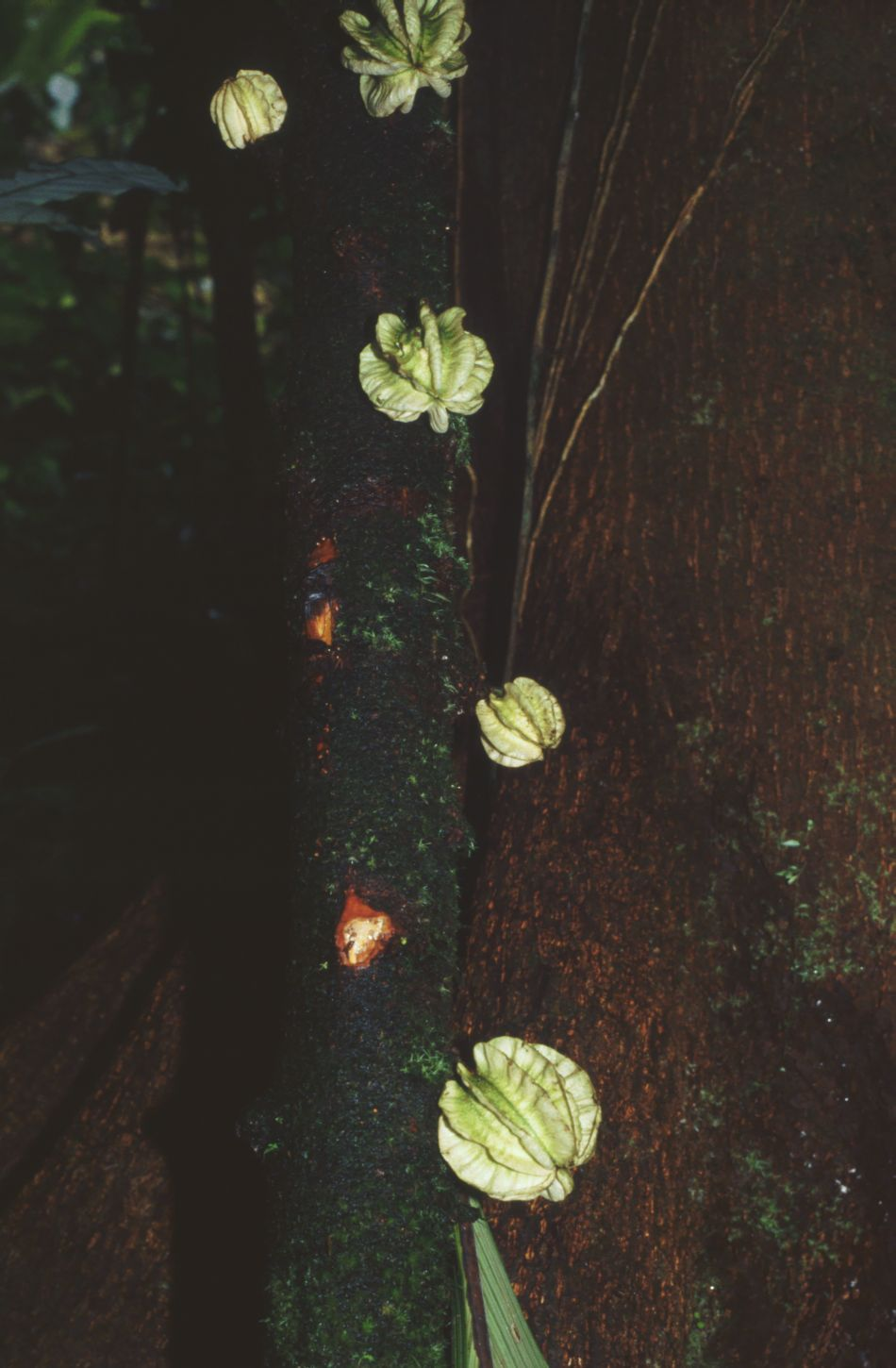
Carpotroche platyptera
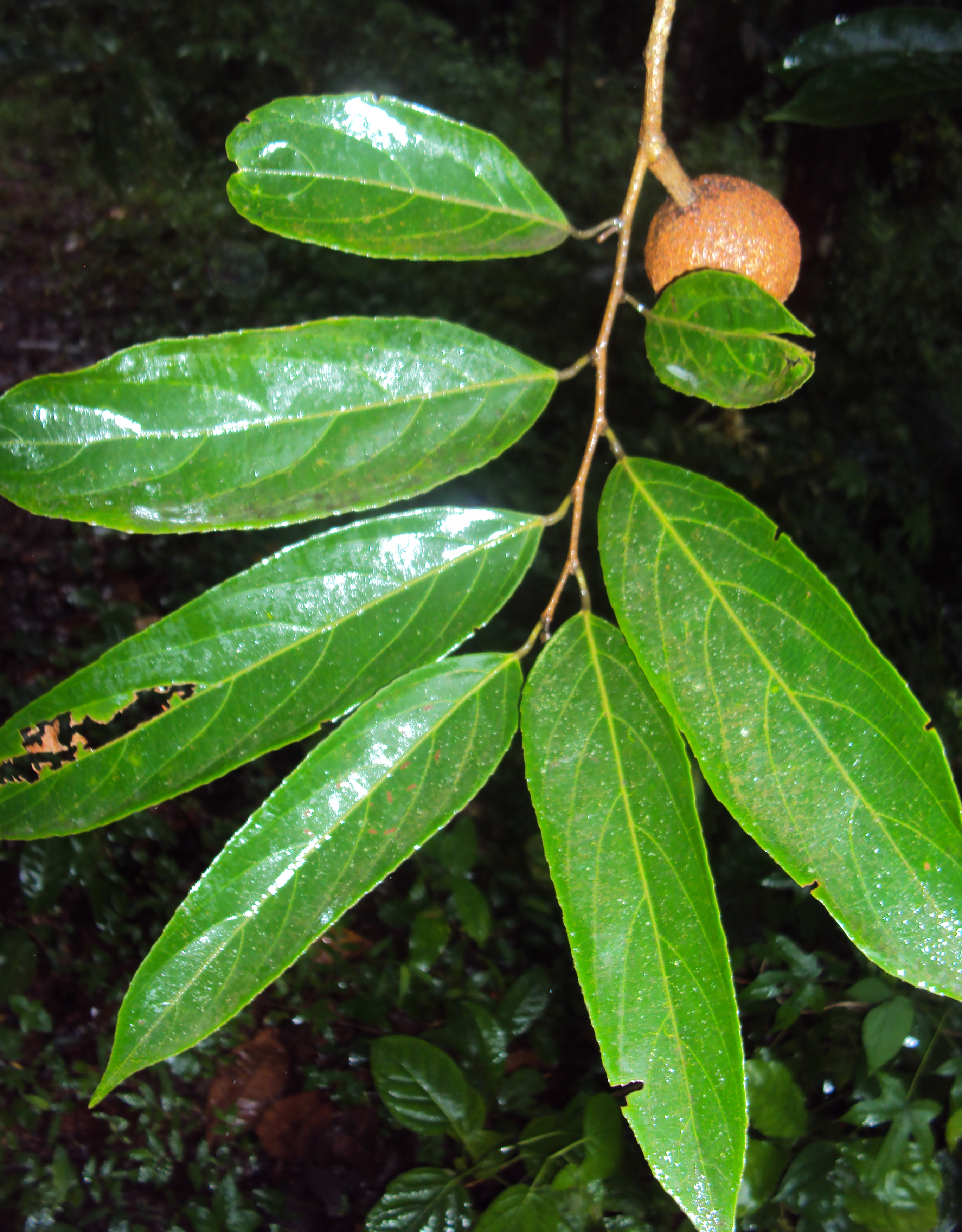
Hydnocarpus alpina

## Rozšíření
Čeleď je rozšířena v tropech celého světa mimo většiny Austrálie (zde jen na malém území na severovýchodě kontinentu). Zahrnuje asi 145 druhů ve 30 rodech.

## Taxonomie
Původně čeleď zahrnovala jen 3 monotypické rody bylin a polokeřů rostoucích v jižní Africe. Rozsáhlé změny přišly s nástupem molekulárních metod. V systému APG II byla zcela zrušena velká a heterogenní čeleď Flacourtiaceae, zahrnující původně okolo 89 rodů. Největší část této čeledi byla přesunuta do čeledi vrbovité (Salicaceae), menší část (27 rodů) do čeledi Achariaceae.
Od čeledi vrbovité (Salicaceae) se Achariaceae odlišují především obsahem kyanogenních glykosidů. Dále nemají na listech tzv. salikoidní zuby charakteristické pro vrbovité, v květech není nektáriový terč, počet kališních a korunních lístků je často nestejný nebo jsou lístky ve spirále.

## Zástupci
- hrubokor (Hydnocarpus)
- kigelarie (Kiggelaria)
- Pangium[1]

## Význam
Ze semen některých druhů rodu Hydnocarpus je v Asii připravován tzv. chaulmoogrový olej, sloužící k léčení malomocenství. Podobné využití má olej ze semen Caloncoba echinata z tropické Afriky.
Plody rodu Mayna mají jedlý míšek. Borka druhu Mayna grandifolia je domorodci v Amazonii používána při lovu k trávení pásovce a jiných zvířat. Domorodci v Kolumbii připravují z listů a dřeva druhu Mayna amazonica léčivou koupel, také olej ze semen je používán při léčení kožních onemocnění.
Ze semen stromu Pangium edule je v jihovýchodní Asii vyráběn jedlý olej.

## Seznam rodů
Acharia, 
Ahernia, 
Baileyoxylon, 
Buchnerodendron, 
Caloncoba, 
Camptostylus, 
Carpotroche, 
Ceratiosicyos, 
Chiangiodendron, 
Chlorocarpa, 
Dasylepis, 
Eleutherandra, 
Erythrospermum, 
Grandidiera, 
Guthriea, 
Gynocardia, 
Hydnocarpus, 
Kiggelaria, 
Kuhlmanniodendron, 
Lindackeria, 
Mayna, 
Pangium, 
Peterodendron, 
Poggea, 
Prockiopsis, 
Rawsonia, 
Ryparosa, 
Scaphocalyx, 
Scottellia, 
Trichadenia, 
Xylotheca